# Trịnh Đình Thảo
Trịnh Đình Thảo (* 1902; † 1986) war ein vietnamesischer Jurist und Politiker. Er gehörte als Justizminister 1945 einer pro-japanischen vietnamesischen Regierung an und schloss sich während des Vietnamkriegs den Kommunisten an.

## Leben
Trịnh Đình Thảo wurde in der Provinz Hải Dương in Tonkin geboren. Er studierte in Frankreich Rechtswissenschaft und schloss seine Ausbildung 1929 mit der Doktorwürde ab. Er kehrte nach Französisch-Indochina zurück und ließ sich in Saigon als Anwalt nieder. Er bewegte sich sowohl in konservativen Zirkeln der vermögenden einheimischen Elite als auch bei linksgerichteten Nationalistenkreisen. Ebenso war er als Freimaurer aktiv und diente dem Anführer der Cao-Dai-Sekte Pham Cong Tac als rechtlicher Berater.
Nach der Machtübernahme der Japaner in der Kolonie 1945 wurde Trin Dinh Thao Justizminister in der unter der Ägide Japans gebildeten vietnamesischen Regierung unter Tran Trong Kim. Als Minister bemühte er sich vorwiegend um die Freilassung einheimischer Gefangener, die zuvor von den Kolonialbehörden inhaftiert worden waren. Nach der Niederlage Japans und der Augustrevolution blieb er ohne politisches Amt.
Trinh Dinh Thao überwarf sich mit mehreren politischen Führern Südvietnams und wurde mehrmals inhaftiert. 1968 schloss er sich der kommunistischen Guerilla im Süden des Landes an und wurde Vizepräsident der provisorischen revolutionären Regierung in Südvietnam. Nach dem Sieg der Kommunisten 1975 wurde er Abgeordneter in der Nationalversammlung Vietnams.